# 鈴木東民
鈴木 東民（すずき とうみん、1895年〈明治28年〉6月25日 - 1979年〈昭和54年〉12月14日）は、日本のジャーナリスト、労働運動家、政治家。岩手県出身。第2次世界大戦前にベルリン特派員であった時はナチスを批判して国外退去させられ、帰国後は戦争を批判して軍部から執筆禁止処分を受け、敗戦後は読売新聞労働組合の委員長として読売争議を闘ったがGHQの勧告で解雇された。釜石市長となってからは釜石製鉄所の公害を規制して闘った。

## 生涯

### 生い立ち
1895年6月25日、釜石市唐丹町川目で生まれる。1920年に第二高等学校を卒業後、東京帝国大学経済学部に進み、卒業する。1920年初冬、東大赤門前にあった文信社という謄写版印刷屋で、宗教上の対立で実家から家出同然に上京していた宮沢賢治と知り合う 

### ベルリン特派員から第二次世界大戦まで
1923年（大正12年）に大阪朝日新聞に入社、日本電報通信社 (電通の前身、通信社) の海外留学生募集に応じて1926年（大正15年）8月6日に同社のベルリン特派員として渡独。反ナチス、ヒトラー批判の記事を日本に送付、当時の駐日ドイツ大使オイゲン・オットから危険視されて休職。1929年、法律事務所で働いていたゲルトルートと結婚、長女のマリオンが生まれた。1934年、帰国後、ナチスを批判した『ナチスの国を見る』を刊行。1935年（昭和10年）に外報部次長として読売新聞に入社、翌年には編集委員を兼任した。しかし、ヒトラーを崇拝していた大島浩ベルリン駐箚大使の指示により外報部長から外された。1944年、平和的外交を主張する社説を書き、憲兵隊に逮捕されそうになった。そして、治安維持法違反の横浜事件の関係者として磯子署に喚問されたが、今後一切執筆をさせないことを条件として、不問となった。鈴木は病気療養のためということで岩手県湯田村に移った。

### 読売争議
鈴木は、日本の敗戦直後の1945年8月18日に上京し、読売新聞社主筆の高橋雄豺に自分の休職を解くように要求したが実現せず、湯田村に戻った。
9月13日、読売新聞社の社内機構の民主化を求める社員たちが意見書を提出したが、社長の正力松太郎に受け流された。
鈴木は10月16日に再度上京、社長の正力は鈴木の復職を認めた。
10月23日、鈴木を議長として社員大会が開かれ、従業員組合の結成、社内機構の民主化等を目指すことを確認した。
社長をはじめとする幹部の退陣を要求したが、その回答は鈴木等５人への解雇通告であった。
10月26日、従業員組合が結成され、鈴木が組合長となった。当時、連合国軍最高司令官総司令部(GHQ)からストライキ禁止の警告が出ていたため、一時的に従業員組合が経営を管理する方針を決めた。組合によって「経営管理」された紙面には、「巧みに戦争責任韜晦 正力社長の言分」など、正力を批判する記事が載った。
正力も、鈴木たちを業務執行妨害、不法占拠などで告発したため、鈴木たちは東京地検で取り調べを受けた。
しかし、正力はA級戦犯容疑者として巣鴨拘置所に収監されることになり、12月11日に鈴木たちの解雇は撤回され、組合側が勝利した。その後、鈴木は読売新聞編集局長に就任した。以上が第1次読売争議の経緯である。
しかし1946年（昭和21年）6月にGHQの勧告により鈴木は再び解雇され、第2次読売争議を指導したが、敗北した。

### 釜石市長として
その後、自由懇話会理事長や民主主義擁護同盟常任委員を務める。日本共産党に入党し、衆院選や参院選に出馬したが落選、その後離党し、労働者農民党に移籍。1955年（昭和30年）に釜石市長に当選。1967年（昭和42年）まで3期務めたが、釜石製鉄所労働組合の元委員長に選挙で負け落選した。しかし落選直後に釜石市議選に出馬し、市議を1期務めた。市長在職中の1958年に、市内を流れる甲子川上に日本で唯一無二の橋上市場（→橋#特殊な動線による分類）を建設した。
1979年12月14日、東京新宿区の聖母病院で死去。84歳。

## 著作
東民が発表した膨大な文章は、その多くが散逸してしまい、著作目録さえない。
- 『ナチスの国を見る』福田書房、1934年。
- 『ふたつのベルリン』日本標準テキスト研究会、1962年。
- 『市長随想』刀江書院、1966年。
- 『ある町の公害物語』東洋経済新報社、1973年。

### 翻訳
- ゲオルギ・ディミトロフ 著、鈴木東民 訳『ドイツ国会放火事件と法廷闘争』五月書房、1949年。[注 2]
- 鈴木東民 訳『ケエテ・コルヴィツの日記』同光社磯部書房、1953年。 / 『ケーテ・コルヴィッツの日記』アートダイジェスト、2003年2月。ISBN 4-900455-82-2。[注 3]
- ロルフ・R・ビグラー 著、鈴木東民 訳『体制と叛乱』新時代社、1969年。

### 注
1. ↑  賢治はいつも風呂敷包みに童話の原稿を入れて持ち歩いていたと書いている[5]。
2. ↑  高山洋吉訳『 国会議事堂放火裁判』刀江書院、1972年という本も出ている。
3. ↑  同光社磯部書房(1953年)を現代かなづかいに変えた復刻再刊。なお鎌田 1989, p. 17では、刀江書院、1965年が紹介されている。